# Bernd Parusel
Bernd Parusel (* 1976 in Neuendettelsau) ist ein schwedisch-deutscher Politikwissenschaftler und Migrationswissenschaftler. Er forscht auf dem Gebiet der internationalen Migration, der Migrations- und Asylpolitik in Schweden und der Europäischen Union sowie zu Europäisierungsprozessen.

## Leben
Bernd Parusel studierte Politikwissenschaft an der Freien Universität Berlin. Er promovierte bei Jochen Oltmer am Institut für Migrationsforschung und Interkulturelle Studien der Universität Osnabrück.
Er war 2009–2011 wissenschaftlicher Mitarbeiter der Forschungsgruppe des Bundesamts für Migration und Flüchtlinge. 2011 hielt Parusel einen Lehrauftrag an der Friedrich-Alexander-Universität Erlangen-Nürnberg. Von 2015 bis 2016 war Parusel Forschungsbeauftragter der staatlichen schwedischen Delegation für Migrationsstudien (DELMI).
Parusel war von Ende 2011 bis Frühjahr 2022 als Experte für die nationale Kontaktstelle Schwedens im Europäischen Migrationsnetzwerk (EMN) bei der schwedischen Asyl- und Migrationsbehörde Migrationsverket tätig. Von August 2019 bis September 2020 arbeitete er für eine von der Regierung eingesetzte, parlamentarische Kommission zur Reform der schwedischen Asyl- und Migrationspolitik. Seit 2022 ist Parusel Senior Researcher beim Schwedischen Institut für europapolitische Studien.

## Veröffentlichungen (Auswahl)
- Europäische und nationale Formen der Schutzgewährung in Deutschland. 2010, Working Paper 30 der Forschungsgruppe, Nürnberg: Bundesamt für Migration und Flüchtlinge.
- Unbegleitete minderjährige Flüchtlinge – Aufnahme in Deutschland und Perspektiven für die EU. In: Zeitschrift für Ausländerrecht und Ausländerpolitik (ZAR), 2010, S. 233–239.
- Deckung des Arbeitskräftebedarfs durch Zuwanderung (mit Jan Schneider). 2010, Working Paper 32 der Forschungsgruppe, Nürnberg: Bundesamt für Migration und Flüchtlinge.
- Nachfrageorientierte Arbeitsmigration nach Schweden: Geringer Zuwachs trotz Liberalisierung. In: Zeitschrift für Sozialreform (ZSR) 56/4, 2010, S. 477–488.
- Zirkuläre und temporäre Migration: Empirische Erkenntnisse, politische Praxis und zukünftige Optionen in Deutschland (mit Jan Schneider). 2011, Working Paper 35 der Forschungsgruppe, Nürnberg: Bundesamt für Migration und Flüchtlinge.
- Unaccompanied Minors in Europe – between Immigration Control and the Need for Protection. In: Gabriella Lazaridis: Security, Insecurity and Migration in Europe. 2011, Farnham/Burlington: Ashgate, S. 139–160.
- Zirkuläre Migration (mit Jan Schneider). In: Zeitschrift für Ausländerrecht und Ausländerpolitik (ZAR), 8/2011, S. 247–254.
- Visumpolitik als Migrationskanal (mit Jan Schneider). Working Paper 40 der Forschungsgruppe des Bundesamtes, Nürnberg: Bundesamt für Migration und Flüchtlinge, 2011.
- The impact of visa policy on migration. A case study of Germany and immigration from Poland, Romania and Bulgaria. In: M. Lesińska, E. Matejko, O. Wasilewska: Migrations from Eastern European countries to the European Union in the context of visa policy, Warsaw: Stefan Batory Foundation, 2012.
- Mobilitätspolitik und Migrationskontrolle – Möglichkeiten und Erkenntnisse der deutschen Visumstatistik (mit Jan Schneider). In: Zeitschrift für Ausländerrecht und Ausländerpolitik (ZAR), 1/2013, S. 12–18.
- Schweden: Migration für Markt und Menschenrechte. In: Blätter für deutsche und internationale Politik, 5/2013, S. 21–24.
- Spurwechsel im Migrationsprozess – Erfahrungen aus Schweden. In: Zeitschrift für Ausländerrecht und Ausländerpolitik (ZAR), 3/2014, S. 115–122.
- The impact of visa liberalisation on migration from Eastern Europe to the EU and V4 – can we learn from the past? In: Marta Jaroszewicz, Magdalena Lesińska: Forecasting migration between the EU, V4 and Eastern Europe – impact of visa abolition, Warsaw: Centre for Eastern Studies, 2014.
- Unaccompanied minors in the European Union – definitions, trends and policy overview. In: Social Work & Society 15/1, 2017.
- Reforming the Common European Asylum System: Responsibility-sharing and the harmonisation of asylum outcomes (mit Jan Schneider). 2017, Stockholm: Delegationen för migrationsstudier.
- Afghanische Asylsuchende und das Gemeinsame Europäische Asylsystem. In: Länderprofile Migration, Bundeszentrale für politische Bildung, 2018.
- Pieces of the Puzzle - Managing Migration in the EU. 2020, Brussels/Stockholm: European Liberal Forum/Fores.
- The Ukrainian Refugee Situation: Lessons for EU Asylum Policy. Stockholm: Swedish Institute for European Policy Studies, 2022.